# Усама Ассаїді
Усама́ Ассаїді́ (фр. Oussama Assaidi; нар. 18 серпня 1988 року, Бені-Бугафар, Марокко) — марокканський футболіст. Атакувальний півзахисник збірної Марокко та англійського «Сток Сіті», де перебуває в оренді з «Ліверпуля».

## Клубна кар'єра

### «Омніворлд»
Ассаїді прийшов молодим гравцем в молодіжну академію «АЗ». Свою професійну футбольну кар'єру він розпочав у сезоні 2006–2007 в Ерсте дивізії виступаючи за «Омніворлд» з міста Алмере.

### «Де Графсхап»
Після двох сезонів виступів за клуб з міста Алмере, де він провів 36 ігор і забив 3 голи, Ассаїді влітку 2008 року відправився в «Де Графсхап». За команду Ассаїді відіграв лише 17 матчів, але при цьому забив вдвічі більше, ніж у першому клубі — 6.

### «Геренвен»
В останній день літнього трансферного вікна 2009 року, Ассаїді переїхав до провінції на півночі Нідерландів. Скаути «Геренвена» помітили марокканця після того, як він відзначився 5-ма забитими м'ячами в 5 матчах в сезоні 2009–2010 за «Де Графсхап».
Дебют за новий клуб відбувся 12 вересня 2009 року в північному дербі проти «Гронінгена». Ассаїді вийшов на заміну на 71 хвилині матчу і за час, що залишився відзначився лише не точним ударом, а його команда програла з рахунком — 1:0. Марокканець продовжував виходити на заміну і лише 25 жовтня 2009 року в одинадцятому турі Ередивізі Ассаїді з'явився в стартовому складі, але нічим не відзначився і був замінений на 57 хвилині матчу. Після цього він продовжував з'являтися в основному складі. У матчах проти «Аякса» і «Валвейка» Ассаїді відзначився лише попередженнями. Зате в наступному турі 6 грудня 2009 року в грі проти «Гераклеса» Ассаїді забив свій перший гол за «Геренвен», але він не допоміг команді, оскільки вони програли той матч з рахунком — 3:1. 27 березня 2010 року у гостьовому поєдинку проти «Роди» він почав матч у стартовому складі, проте вже на 9 хвилині гри отримав пряму червону картку за грубий підкат, тим самим він підвів свою команду, яка в підсумку програла з рахунком — 4:2.
Сезон 2010–2011 для марокканця став дуже успішним. З 31 зіграного матчу Ассаїді в 30 виходив у стартовому складі. Повних же матчів йому довелося зіграти тільки 20. 12 грудня 2010 року він зіграв приголомшливий матч проти тодішнього «Твенте». Незважаючи на пошкодження щиколотки, він взяв участь у всіх голах своєї команди. Хет-трик, дві гольові передачі і зароблений пенальті — зробили його справжнім героєм, а його команда перемогла з підсумковим рахунком 6:2. У підсумку, за сезон він забив 9 м'ячів і став найкращим гравцем «Геренвена» 2011 року.
18 травня 2011 року Ассаїді був названий одним з можливих наступників Балажа Джуджака, який до підписання контракту з «Анжі» виступав за «ПСВ».

### «Ліверпуль»
16 серпня 2012 року офіційний сайт Ліверпуля повідомив про трансфер 24-річного півзахисника. За непідтвердженими даними, сума трансферу Ассаїді склала 3 мільйони євро.
За нову команду дебютував 20 вересня у матчі Ліги Європи проти «Янг Бойз».

### «Сток Сіті»
27 серпня 2013 року на правах річної оренди Ассаїді приєднався до «Сток Сіті».

## Кар'єра в збірній
Дебют Усами за збірну Марокко припав на матч проти збірної Алжиру 4 червня 2011 року. Ассаїді в цій зустрічі вдалося забити, а його команда перемогла з загальним рахунком 4:0. Його гол став 4-м у матчі.

## Статистика

### Клубна
| Країна            | Країна            | Країна            | Чемпіонат | Чемпіонат | Кубок | Кубок | Кубок Ліги | Кубок Ліги | Континент. змаг. | Континент. змаг. | Всього | Всього |
| Сезон             | Клуб              | Чемпіонат         | Ігри      | Голи      | Ігри  | Голи  | Ігри       | Голи       | Ігри             | Голи             | Ігри   | Голи   |
| Нідерланди        | Нідерланди        | Нідерланди        | Ліга      | Ліга      | Кубок | Кубок |            |            | Європа           | Європа           | Всього | Всього |
| ----------------- | ----------------- | ----------------- | --------- | --------- | ----- | ----- | ---------- | ---------- | ---------------- | ---------------- | ------ | ------ |
| 2006-07           | Омніворлд         | Еерсте-Дивізі     | 7         | 0         | -     | -     |            |            |                  |                  | 7      | 0      |
| 2007-08           | Омніворлд         | Еерсте-Дивізі     | 29        | 3         | -     | -     | 29         | 3          |                  |                  |        |        |
| 2008-09           | Де Графсхап       | Ередивізі         | 12        | 1         | -     | -     | 12         | 1          |                  |                  |        |        |
| 2009-10           | Де Графсхап       | Еерсте-Дивізі     | 5         | 5         | -     | -     | 5          | 5          |                  |                  |        |        |
| 2009-10           | Геренвен          | Ередивізі         | 20        | 1         | -     | -     | 6          | 1          | 26               | 2                |        |        |
| 2010-11           | Геренвен          | Ередивізі         | 31        | 9         | -     | -     |            |            | 31               | 9                |        |        |
| 2011-12           | Геренвен          | Ередивізі         | 27        | 10        | -     | -     | 27         | 10         |                  |                  |        |        |
| Англія            | Англія            | Англія            | Чемпіонат | Чемпіонат | Кубок | Кубок | Кубок Ліги | Кубок Ліги | Європа           | Європа           | Всього | Всього |
| 2012–13           | Ліверпуль         | Прем'єр-ліга      | 4         | 0         | 2     | 0     | -          | -          | 6                | 0                | 12     | 0      |
| Всього            | Нідерланди        | Нідерланди        | 131       | 29        | -     | -     |            |            | 6                | 1                | 137    | 30     |
| Всього            | Англія            | Англія            | 4         | 0         | 2     | 0     | -          | -          | 6                | 0                | 12     | 0      |
| Всього за кар'єру | Всього за кар'єру | Всього за кар'єру | 131       | 29        | -     | -     | -          | -          | 6                | 1                | 137    | 30     |

## Титули і досягнення
- Чемпіон ОАЕ (1):

«Шабаб Аль-Аглі»: 2015-16
- Володар Суперкубка ОАЕ (2):

«Шабаб Аль-Аглі»: 2014, 2016